# Red House Painters
Red House Painters (с англ. — «Красильщики красных домов») — американская рок-группа, образованная в 1989 году в Сан-Франциско певцом/сочинителем Марком Козелеком.
В American Music Club они упоминаются, как одни из ярких представителей сэдкор-движения в альтернативном роке. Те немногочисленные поклонники, которые появились у группы в начале 90-х, остались навсегда верны ей.

## История

### Создание группы
В 1987 году, В Атланте (штат Джорджия) Козелек знакомится с барабанщиком Энтони Кутсосом (англ. Anthony Koutsos) после чего музыкальному миру становится известно имя новой рок-группы — Red House Painters. Основная работа музыкантов над записью своих песен началась в Сан-Франциско, куда молодые исполнители переехали вскоре после своего формирования. Именно в Сан-Франциско группа начинает плодотворную работу над записями своих песен.
К Марку и Энтони присоединяются басист Джерри Вессел (англ. Jerry Vessel) и гитарист Гордон Мэк (англ. Gordon Mack), квартет начинает играть в местных клубах и в 1989 году делает первые демозаписи. Эти плёнки с помощью лидера известной местной группы American Music Club Марка Эйтцеля достигают Лондона, а конкретно — главу легендарной независимой фирмы «4AD» Айво Уоттс-Рассела. Обладающий безошибочным вкусом, Уоттс-Рассел в 80-е годы вывел в люди Bauhaus, Birthday Party, Cocteau Twins, Dead Can Dance, Wolfgang Press, Pixies, Throwing Muses. Душераздирающие повествования Козелека о несбывшихся надеждах, расставаниях и потерях привлекли внимание Уоттс-Рассела, и он заключает контракт с группой. Их неотретушированные демозаписи издаются в 1992 году как мини-альбом из шести песен Down Colorful Hill, произведший впечатление на критику.
Рецензия AMG на альбом «Down Colorful Hill»
«Вовсе не полноценный дебют, Down Colorful Hill вместо этого содержит демозаписи, которые принесли Red House Painters их контракт с фирмой 4AD. Здесь они выпущены с минимальными наложениями. Тем не менее, группа уже достигла полной зрелости; эти длинные, увесистые песни представляют собой запоминающийся портрет мучающейся психики. Марк Козелек сбрасывает камуфляж метафор и возлагает перед нами свою душу. Честность его труда равно очаровывает и волнует.» 

Джейсон Энкени

### Работа над записью первых альбомов
В 1993 году, группа выпустила два одинаково названных альбома — Red House Painters (позже известные, как «Rollercoaster» и «Bridge»), укрепляя репутацию Козелека как сочинителя, произведения которого сопровождаются воспоминаниями о мучительной автобиографии его ранней жизни. В этих двух часах печальной и прекрасной музыки невозможно отыскать и пригодный для радио материал — всё слишком грустно и слишком длинно. Критика употребляет термин «эпический» и отмечают прогресс группы по сравнению с аскетичным звучанием дебютного мини-альбома.
В начале 1994 года, группа выпускает EP — Shock Me, в который вошли кавер-версии песен Эйса Фрэйли, написанные в период работы музыканта в известной группе Kiss. Весной 1995 года, в свет выходит альбом Ocean Beach, отличившийся наибольшей доступностью для слушателя по сравнению с записями предыдущих альбомов. Однако, успех альбома был не велик. Текст песен альбома показали изменение в исполнении ведущего музыканта — Марка Козелека. В эти годы, певец посвящает всё больше песен о силе человеческой памяти и значении географии, предметов, что вскоре станет навязчивой идеей музыканта в написании новых песен.
Рецензия Rolling Stone на альбом «Ocean Beach»
«С одиноким пианино, глуховатыми струнными или абстрактной джазовой гитарой, эти парни из Сан-Франциско достигли редкой красоты, беспокоящей и резонирующей. Этот ландшафт был создан в эскизах Тимом Хардиным (англ. Tim Hardin), Ником Дрейком (англ. Nick Drake) и Тимом Бакли (англ. Tim Buckley) — эмоциональная плоскость, заполненная с противоречивой, болезненной грацией. Главный человек в группе Марк Козелек без сомнения поэт — он подбирает слова тщательно и изобретательно, он заботится как о незабываемом образе (Влажность её глаз/Против солнца, ослеплённого облаками) так и о поразительной правдивости (Вся эта любовь остановила мою жизнь/ Но затем моя ненависть к тебе собрала мои чувства/ Вместе/По капле). Обезоруживающая искренность характеризует его любовные песни, он выражает чувства во всей полноте, держа розы и шипы нераздельно.»'' 

Пол Эванс (, № 708)
В то время, Козелек на время расстается со своими коллегами и записывает сольный альбом «Songs for a Blue Guitar» c ритм-секцией Джона Хайатта (выпущен под лейблом «Island Records»). Эту запись он старается сделать без сложных аранжировок, более энергичной, с насыщенным электрическим звуком, но конечный результат не устраивает Уоттс-Рассела. Он требует сократить затяжные гитарные соло на альбоме — это противоречит минималистской эстетике 4AD. Речь идёт в частности о 13-минутной «Make Like Paper», сделанной в традициях Нила Янга. Козелек не уступает, и конфликт приводит к разрыву контракта с 4AD. Начинается поспешный поиск нового лейбла, и таковым становится «Supreme», фирма, принадлежащая кинорежиссёру Джону Хьюзу. Здесь в 1996 году выходит альбом «Songs for a Blue Guitar», но не как сольная работа Козелека, а как новый альбом RHP, хотя Вессел, Кэрни и Кутсос не издали на нём ни ноты. Этим шагом Козелек пытается протолкнуть карьеру группы на новый уровень, потому что теперь распространением альбома впервые занимается крупная корпорация — Island.
Рецензия NME на альбом «Songs for a Blue Guitar»
«'Songs For A Blue Guitar — дебют the Red House Painters на крупном лейбле, но изменений немного. Козелек все так же гнусаво поет, печально бренчит на акустической гитаре и более того, он отказывается петь о чем-то ином, кроме тех дерьмовых карт, которые сдала ему жизнь. Все его прежние озабоченности присутствуют в неизменном виде. По крайней мере, одна песня на каждом альбоме у него посвящена прогулкам, в частности, прогулкам вниз по цветущему холму. На этом альбоме случилось то же самое, в песне 'Priest Alley Song'. Вдобавок здесь присутствуют обязательные (пытающиеся тронуть нас) номера насчет разрушенных отношений - 'All Mixed Up' лучший тому пример (Я ждал её вечно/Но она так никогда и не пришла). Сомнения в надежности данной формулы кажутся неблагодарным занятием, когда вы слушаете, что действительно может случиться, если парень её нарушит. На 'Make Like Paper' он подключает электрическую гитару и пытает нас 12-ю (да, это цифра 12!) минутами скучного рок-лицемерия. Некоторые минуты здесь кажутся применением Теории Хаоса в искусстве гитарного соло. Но даже это лучше, чем протаскивание гранджевого коматозного трала по дну 'Silly Love Songs' Пола Маккартни. Трудно понять, куда Козелек может отсюда двинуться. Это неплохой альбом, он просто необязателен к прослушиванию, если у вас есть любой из его предыдущих альбомов. Но, если он относительно быстро не придумает что-нибудь новое, он просто обречен на пожизненную карьеру красильщика красных домов. Красильщика и декоратора.» 

### Сольная карьера Марка Козелека
До выпуска Old Ramon, Марк выпустил сольный мини-альбом — «Rock n Roll Singer» (Певец рок-н-ролла) (2000). В альбом вошли четыре кавер-версии, три из которых песни участника группы «AC/DC» — Бона Скотта и одна — Джона Денвера — Around and Around. Записи в исполнении Козелека показали предпочтение музыканта к классическому року 1970-х.
Шесть месяцев спустя, Марк выпустит свой второй мини-альбом — «What s next to the Moon», в который войдут акустические кавер-версии песен группы «AC/DC». Запись стала был нетипична по сравнению с предыдущими работами Козелека (певец был склонен к тому, чтобы сделать перезапись песен), так как самая короткая запись длится более чем тридцать минут. EP был выпущен лейблом «Badman Recordings».

### Поздние годы
«4AD» выпустил двойную компиляцию RHP — Retrospective, в июле 1999. Козелек выступил продюсером трибьютного альбома Денверу «Take me home», подтвердив в который раз свою репутацию человека, который отстаивает свою точку зрения до конца. Когда звёзды R.E.M. и Pearl Jam даже отказались всерьёз воспринимать эту затею, Козелек заручился поддержкой независимых музыкантов, таких как Low, Mojave 3, Уилл Олдхэм, Innocence Mission.
В том же году, Марку предложили роль бас-гитариста вымышленной группы «Steelwater» (прототипом которой были Led Zeppelin) в фильме Кэмерона Кроу — «Почти знаменит».
В 2003 году, Козелек и Кутсос (при участии Джива Стенфолда и Тима Муни) воссоединились под новым названием «Sun Kil Moon» и выпустили альбом Ghosts of the Great Highway (Призраки Большого Шоссе). В интервью 2005 года изданию «A.V. Club» Козелек подтвердил, что воспринимает проект «Sun Kil Moon» как непосредственное продолжение Red House Painters. Козелек утверждает, что он изменил имя группы с целью привлечь интерес критиков, которые, по его словам, заскучали и перестали вспоминать о Red House Painters. Дебютный альбом Sun Kil Moon 2003 года — Ghosts of the Great Highway пользовался особым спросом и имел положительные отзывы в рецензиях к музыкальным альбомам.

## Ранние демоверсии
4AD издала ленту ранних демоверсий группы Red House Painters — 16 песен, записанных в период с 1991—1992 .
Демоверсия песни «Waterkill» будет позже выпущена на втором диске музыкального сборника — Retrospective в её оригинальной форме, без ремиксов. Инструментальная версия «A Million + 8 Things» была также выпущена, как на EP группы — Shock Me в 1994.
1. «24» — 6:33
2. «Evil» — 4:39
3. «Waterkill» — 6:56
4. «Medicine Bottle» — 9:28
5. «Down Colorful Hill» — 10:25
6. «Uncle Joe» — 5:42
7. «Japanese to English» — 4:26
8. «Funhouse» — 5:51
9. «Heart Attack» — 0:44
10. «Headsore» — 8:18
11. «The Bridge» — 3:02
12. «A Million + 8 Things» — 5:38
13. «Strawberry Hill» — 4:44
14. «Lord Kill the Pain» — 5:30
15. «Michael» — 5:09
16. «21» — 4:58

## Дискография

### Альбомы
| Дата релиза      | Название                                                                              | Лейбл          |
| ---------------- | ------------------------------------------------------------------------------------- | -------------- |
| 15 сентября 1992 | Down Colorful Hill                                                                    | 4AD            |
| 25 мая 1993      | Red House Painters I (он же «Rollercoaster»)                                          | 4AD            |
| 19 октября 1993  | Red House Painters II (он же «Bridge»)                                                | 4AD            |
| 28 марта 1995    | Ocean Beach                                                                           | 4AD            |
| 23 июля 1996     | Songs for a Blue Guitar                                                               | Island Records |
| 10 апреля 2001   | Old Ramon (запланированная дата выпуска — весна 1998) Выпуск релиза — 10 апреля, 2001 | Sub Pop        |

### Собрания
- Retrospective (20 июля, 1999)

### СинглыиEP
- Shock Me — (EP) (28 февраля, 1994)

### Промосинглы
- Mistress (Май 1993)
- I Am a Rock/New Jersey (Октябрь 1993)
- Summer Dress (Март 1995)
- All Mixed Up (Июль 1996)
- Make Like Paper (Февраль 1997)

### Песни, использованные в фильмах
- «Have You Forgotten» (в фильме «Ванильное небо»)
- «Japanese to English» (в фильме «Дилетанты»)
- «All Mixed Up» (в фильме «Лишний багаж»)
- «Song for a Blue Guitar» (в фильме «Соседка»)

### Разные
- Milkshake — A CD to Benefit the Harvey Milk Institute (timmi-kat ReCoRDS) (1998)
- Take Me Home: A Tribute to John Denver (Badman Records) (2000)

## Видоклипы
- Red House Painters — Summer Dress на сервере YouTube